# Useless
Useless ist ein Album des englischen Musikers T. V. Smith aus dem Jahr 2001, das einen Querschnitt seines musikalischen Werkes seit 1977 bietet. Fast alle Titel wurden ursprünglich von Smiths ehemaligen Gruppen The Adverts und Cheap oder von ihm als Solist veröffentlicht, jedoch gemeinsam mit der Düsseldorfer Band Die Toten Hosen für diese Produktion neu eingespielt.

## Entstehungsgeschichte
T. V. Smith gehört zu den Musikvorbildern aus der englischen Punkszene, zu denen Die Toten Hosen 1991 für ihr Album Learning English Lesson One den Kontakt suchten. Nachdem Smiths Bands sich aufgelöst hatten, seine Plattenfirma in Konkurs gegangen war und sich kein Produzent mehr für seine Musik fand, sank sein Bekanntheitsgrad. Seine frühen Platten mit den Adverts und sein Soloalbum March of the Giants waren auf dem Markt nicht mehr erhältlich, und die Songs schienen vollkommen in Vergessenheit zu geraten. Dieser Entwicklung wollten Die Toten Hosen entgegenwirken, und so kam es wiederholt zur Zusammenarbeit mit Smith für dieses Album, welches als sogenanntes Best-of-Album des Künstlers herausgebracht wurde, jedoch eine eigene, arbeitsintensive und neue Produktion darstellt.
Als die Band im Oktober 2000 wegen einer Verletzung ihres Sängers Campino ihre damalige Tour abbrechen musste, nutzte man die Lücke, um dieses bereits länger geplante Projekt zu verwirklichen. Die übrigen Bandmitglieder Andreas von Holst und Michael Breitkopf spielten an den E-Gitarren, Andreas Meurer am E-Bass, Vom Ritchie am Schlagzeug, und Campino wirkte beim Hintergrundgesang mit. An den Aufnahmen zum Album war zusätzlich der ehemalige Keyboarder der Adverts, Tim Cross, beteiligt. Melodien und Texte der Originalversionen wurden prinzipiell nicht verändert. Im Gegensatz zur minimalen Begleitung bei der Erstveröffentlichung steuert hier die sechsköpfige Begleitband einen kräftigeren „Rocksound“ bei. Die älteren Stücke profitieren darüber hinaus von den in der Zwischenzeit verbesserten Möglichkeiten der Aufnahmetechnik.
Das Coverfoto von Slavica Ziener zeigt einen, trotz des trüben Himmels, gut besuchten Badestrand am Meer, und das Begleitheft enthält neben sämtlichen Liedtexten, Schwarzweißportraits der Bandmitglieder während der Studioarbeit, aufgenommen von Donata Wenders.

## Themen und Titelliste
T. V. Smith beschäftigt sich in seinen Liedern mit den sozialen Umständen und den politischen Gedanken des „kleinen Mannes“, benennt was ihn stört deutlich beim Namen, verwendet jedoch Metaphern und Wortspiele, die nicht selten eine Portion Galgenhumor enthalten.
Musikalisch benutzt er unterschiedliche Stilmittel aus Punk, Rock und Blues. Die Musikstücke des Albums sind weder chronologisch nach Datum der Erstveröffentlichung, noch thematisch geordnet. Schnellere Stücke wechseln sich mit ruhigeren Titeln ab. Die Lieder setzen sich jedoch alle mit menschlichen Wertvorstellungen in verschiedenen Bereichen auseinander.

### Ästhetische Maßstäbe
One Chord Wonders stammt noch aus der Zeit, als Smith Mitglied der Adverts war und bedient sich musikalisch sämtlicher Punkrock-Klischees. Das Lied beginnt mit einem einzigen übersteuerten E-Gitarrenton. Es folgt die klassische Taktvorgabe, „Eins, zwei, drei, vier“, ersetzt durch die Worte: “One, chord, won, – ders”. Danach setzen Schlagzeug und Gitarre ein und schlagen einen energischen Rhythmus, zu dem Smith den Text brüllt. Anstelle eines Refrains wird das letzte Wort des jeweiligen Absatzes lang über mehrere Höhen und Tiefen gedehnt. Der Text treibt ein Spiel mit dem englischen Wort „wonder“, welches man als Substantiv mit „Wunder“ übersetzt. Hier wird es zusätzlich als Verb gebraucht um etwas in Frage zu stellen. Die Gruppe, die sich mit diesem Lied vorstellt, fragt sich, ob sie nicht doch noch etwas üben sollte und im nächsten Jahr mit New Wave wiederkommen sollte, um dann den Geschmack des Publikums sicher zu treffen. Die Musiker kommen jedoch zu dem Schluss, dass es ihnen egal wäre, ob man Gefallen an ihnen finden würde oder nicht. Diese Meinung bringen sie im letzten Satz, der am Ende des Liedes zwölfmal wiederholt wird, deutlich zum Ausdruck: “The Wonders don’t care – we don’t give a damn!”
Als zweiter Song im Album wird die 24 Jahre jüngere, hier erstmals veröffentlichte Komposition Only One Flavour gegenübergestellt. Der melodische Rocksound und ein eingängiger Refrain lassen das Lied ausgereifter wirken, während sich der Text mit nahezu demselben Thema befasst. Es geht dabei um den Albtraum einer überkonformen Gesellschaft, in der jeder die gleiche Musik hört, dieselbe Kleidung trägt und nur eine Richtung vorgegeben ist, die jeder einzuschlagen hat.

### Jugend
Bored Teenagers hat Smith im Alter von achtzehn Jahren geschrieben, als er selbst noch auf dem Land lebte und dort keine Möglichkeit sah, seine Fähigkeiten frei zu entfalten. Seinen Unmut darüber wird er in diesem knapp zweiminütigen Punksong los. Wolfgang Büld wählte das Stück als Titelmelodie für seinen deutschen Fernsehfilm Brennende Langeweile aus dem Jahr 1979, in dem Smith als Sänger der Adverts eine Rolle übernahm.
Gather Your Things and Go hat mit seinem ruhigen, gleichmäßigen Sound, den Charakter eines Roadsongs und auch die Textzeile: “Get on your bike, gather your things and go!” lässt zunächst an Bikerfreiheit denken. Die Handlung liegt jedoch fernab von dieser Romantik, denn es geht um arbeitslose Sechzehnjährige, die von den Behörden mit den Worten: „Haut ab! (On yer bike!)“ vor die Tür gesetzt werden. Hintergrund des Liedes ist Teil einer Rede des konservativen Politikers Norman Tebbit aus den achtziger Jahren. Tebbit äußerte, dass er in den dreißiger Jahren mit einem arbeitslosen Vater aufgewachsen sei, der schließlich auch nicht rebelliert, oder die Hände in den Schoß gelegt hätte, sondern sich auf sein Fahrrad setzte und so lange nach Arbeit gesucht hätte, bis er welche gefunden hatte. So entstand der Slogan ”On yer bike!“, mit dem arbeitslosen Jugendlichen jegliche Unterstützung verweigert wurde.
In Generation Y, in der ursprünglichen Aufnahme 1998, eine rein mit akustischen Instrumenten gespielten Ballade, bringt Smith seine Enttäuschung über die Ende der siebziger Jahre Geborenen zum Ausdruck, die kein Ziel für irgendeinen politischen Einsatz vor Augen haben. Smith äußert sich wie folgt zu diesem Thema:

„Die Generationen nach dem Punk schienen mir sehr unmotiviert. Sie haben keinen Ansporn mehr von der Regierung, um ihre Fähigkeiten richtig einsetzen zu können. Ihnen wird immer nur erzählt, dass sie sich anpassen müssen, haben keine kreative Freiheit.“

### Macht und Geld
Das schwungvolle Lied My String Will Snap spielt Smith jedes Mal, nachdem er während eines Konzerts eine neue Gitarrensaite aufziehen muss. Im Booklet witzelt er darüber, dass er es eigens zu diesem Zweck geschrieben hat. Tatsächlich geht es jedoch um den Geduldsfaden, der ihm reißen würde, wenn die Regierenden weiterhin so an ihm zerrten. Er warnt vor der Energie, die dann frei werden würde. Ein treibender schneller Rhythmus und der Einsatz aller Instrumente unterstreichen den rebellischen Text.
Ready for the Axe to Drop begleitet ein aggressiver Rocksound und warnt alle Staatsoberhäupter, die aus lauter Ehrgeiz und Machthunger Krieg anzetteln. Sie sollen schon mal ihren Hals für das Fallbeil frei machen, das sie treffen wird, wenn sie danach in den Minenfeldern stehen und zurückgeschossen wird.
In Immortal Rich kritisiert Smith, mit welcher Dekadenz wir in den wohlhabenden westlichen Industrieländern unseren Reichtum „genießen“ und in unserer Überflussgesellschaft den wahren Wert der Dinge vergessen haben. Wir denken, alles sei mit Geld zu bezahlen. Die Musik ist sehr rockig, mit einer eingängigen Melodie, die im Refrain vom „Hosenchor“ unterstützt wird.

### Naturwissenschaft und Technik
Der Erzähler in Gary Gilmore’s Eyes wacht nach einer Hornhautverpflanzung im Krankenhaus auf und nimmt wahr, dass ihm ein Organ des hingerichteten Gary Gilmore verpflanzt wurde. Er kann es nicht verkraften, dass er fortan durch die Augen eines Mörders blickt und befürchtet, dass diese von ihm Besitz ergreifen würden. Er beschließt die Lider für immer geschlossen zu halten. Das Lied beginnt zur Tempovorgabe des Schlagzeugs mit einem geheimnisvoll geflüsterten: “Gary Gilmore’s eyes”. Nach ein paar Gitarrenklängen und einer deutlichen Betonung auf dem ersten Wort des Satzes “I ’m lying in a hospital”, setzt die Musik ein, die den energisch gesungenen Text lediglich rhythmisch unterstützt. Der Titel war einer der ersten Erfolge der Adverts und wurde bereits 1991 von den Toten Hosen für ihr Album Learning English Lesson One unter Teilnahme Smiths gecovert.
The Day We Caught the Big Fish hat den Charakter eines Shantys, wobei das Keyboard ein Schifferklavier ersetzt. Es wird die groteske Geschichte von ein paar Fischern erzählt, die kräftig zupacken müssen, als ihnen eines Tages ein kleines Atom-U-Boot ins Netz geht. Nach diesem Tag wurden sie nie wieder gesehen. Im amerikanischen Musikmagazin Goldmine stand am 12. Juni 1996 folgendes über den Song:

“Even stronger… a candidate, in fact, for the most lyrically powerful song he’s ever written, is „The Day We Caught The Big Fish“, a first-hand narrative of the last minutes in the life of a deep-sea trawlerman, as his nets snag onto a submerging submarine. School kids should be made to write essays about this song; movie directors should be bidding to option it: and fishermen should go out of their way to avoid hearing it. That’s how deeply it will affect the listener, and that ’s why you should drop everything now, and get your hands on this album. Now.”

„Ein noch kräftiger Kandidat‚ ’The Day We Caught the Big Fish‘, in der Tat, das lyrisch stärkste Lied, das er je geschrieben hat, ist ein Bericht aus erster Hand und schildert die letzten Minuten im Leben eines Hochseefischers, dessen Netze an einem tauchenden Unterseeboot hängen bleiben. Kinder sollten in der Schule dazu angehalten werden, Aufsätze über dieses Lied zu schreiben; Filmdirektoren sollten auf die Rechte bieten und Fischer sollten davonrennen, um es nicht hören zu müssen. So tief berührt es den Hörer, und deshalb solltet ihr jetzt alles fallen lassen, um eure Hände für dieses Album frei zu haben.“

Gitarrenriffs aus
Runaway Train Driver

Runaway Train Driver ist die fiktive Geschichte eines Lokführers, der sich im Leben einflusslos und unbedeutend fühlt. Bei einem Castortransport, im Text mit den Worten: “It’s a loaded son of a gun with the hammer cocked” beschrieben, sieht er die Möglichkeit, sich einen „Namen“ in der Öffentlichkeit zu machen und entscheidet sich, die Geschwindigkeit der Lok zu steigern und den Zug einem fatalen Ende entgegenzusteuern. Die Musik gibt den Rhythmus eines Zuges wieder, der über die Gleise donnert. Es gibt zweierlei Refrains: “I’m a runaway train driver, heading off the rails” und “This is not the green train”. Die deutsche Übersetzung für „Runaway Train“ ist „Zug außer Kontrolle“. Der Zug hat kein grünes Licht und darf nicht mit Höchstgeschwindigkeit fahren. 2002 erschien ein Cover des Stückes auf der B-Seite der Single Nur zu Besuch von den Toten Hosen und 2007 in der Neuauflage von Crash-Landing.

### Verlierer der Gesellschaft
Der Mann, der in Expensive Being Poor von sich selbst erzählt, hat auch in schlechten Lebensverhältnissen seinen Humor nicht verloren und betont im Refrain, dass er gut aussieht, wenn er verzweifelt ist. Weil der preisgünstige Supermarkt zu weit entfernt ist, bezahlt er für seine Lebensmittel mehr. Das Auto wäre sicher längst aus dem Verkehr gezogen worden, wenn er denn je eines besessen hätte. Sein Fernseher ist kaputt und den Eintritt für das Kino kann er sich nicht leisten. Trotzdem macht er „gute Miene zum bösen Spiel“ und schlägt sich „gerade mal so“ durchs Leben. Begleitet wird die Aufzählung seiner faden Alltagsprobleme von monotonen Gitarren- und Schlagzeugklängen, einem wie Weihnachtsglöckchen klingenden Keyboard und dezentem Chorgesang. Lediglich während des Refrains gewinnt der Sound etwas an Höhen und Tiefen. Dennoch klingt die Musik hier etwas kräftiger als in der ursprünglich 1998 erschienenen, rein akustischen Version des Songs. Wim Wenders nahm den Titel in den Soundtrack des Films Land of Plenty auf.
Auch die märchenhafte Lyrik in Lion and the Lamb, einer poetischen Ballade, hat Bezug zur Überschrift des Albums. Selbst wenn dein Leben bisher von wenig Erfolg gekrönt ist, bist du trotzdem wertvoll: “I see you sparkle in the mud, like a little diamond in the rough, ready for the cut, ready for the cut.” Weiter heißt es im Text, dass man nicht aus jedem Kampf als Sieger hervorgehen könne, manchmal wäre man eben das Opferlamm. Dies sei Plan der Natur und nicht zu ändern. Jedoch dürfe man sich nicht mit allem abfinden und müsse sich um seine Belange selbst kümmern, denn es würde kein Erlöser kommen, der das Leben für einen in die Hand nimmt. Das predigt Smith im nächsten Titel Lord’s Prayer, der englischen Bezeichnung für das Vaterunser, das hier allerdings die gegenteilige Aussage hat. Im Begleitheft schreibt Smith über den Titel: “I once sold this song for £150. Who says religion is worth nothing?” Smith hatte die Komposition an The Lords of the New Church verkauft, die den Titel 1985 auf ihrem Album Killer Lords veröffentlichten.
Im abschließenden Titelsong Useless, der einen Bluescharakter hat, begleitet sich Smith einzig mit der akustischen Gitarre und singt mit heiserer Stimme, wie wertlos man sich vorkommt, wenn man sich jahrelang im Geschäftsleben redlich bemüht hat, dann wegen der schlechten Wirtschaftslage seinen Arbeitsplatz verliert und durch das soziale Netz fällt. Als Überschrift hierfür schreibt Smith im Booklet: “Nothing and no-one is useless. You can’t use a hammer to turn a screw, or a screwdriver to bang in a nail. What they believe to be useless is only waiting to find its use.”

## Video und Vinyl
Im Musikvideo Only One Flavour des Regisseurs Sven Offen aus dem Jahr 2001 spielen die Toten Hosen an einem verregneten Tag auf dem Dach der ehemaligen Diamantmehl-Fabrik im Hafen von Düsseldorf. T. V. Smith singt im Vordergrund und bewegt sich lebhaft zur Musik, während sich Campino, der sonst dominante Frontmann der Toten Hosen, weitgehend im Hintergrund hält und optisch durch eine getönte Brille und das schwarze längere Haar kaum wiederzuerkennen ist.
2004 veröffentlichte das Bochumer Label Dirty Faces Records das Album Useless als Schallplatte und zusätzlich auf farbig gesprenkeltem Vinyl in limitierter Auflage von 525 Stück. Eine weitere Ausgabe des Albums in pinkfarbenem Vinyl erschien im Jahr 2017 bei Drumming Monkey Records.

## Wirkung

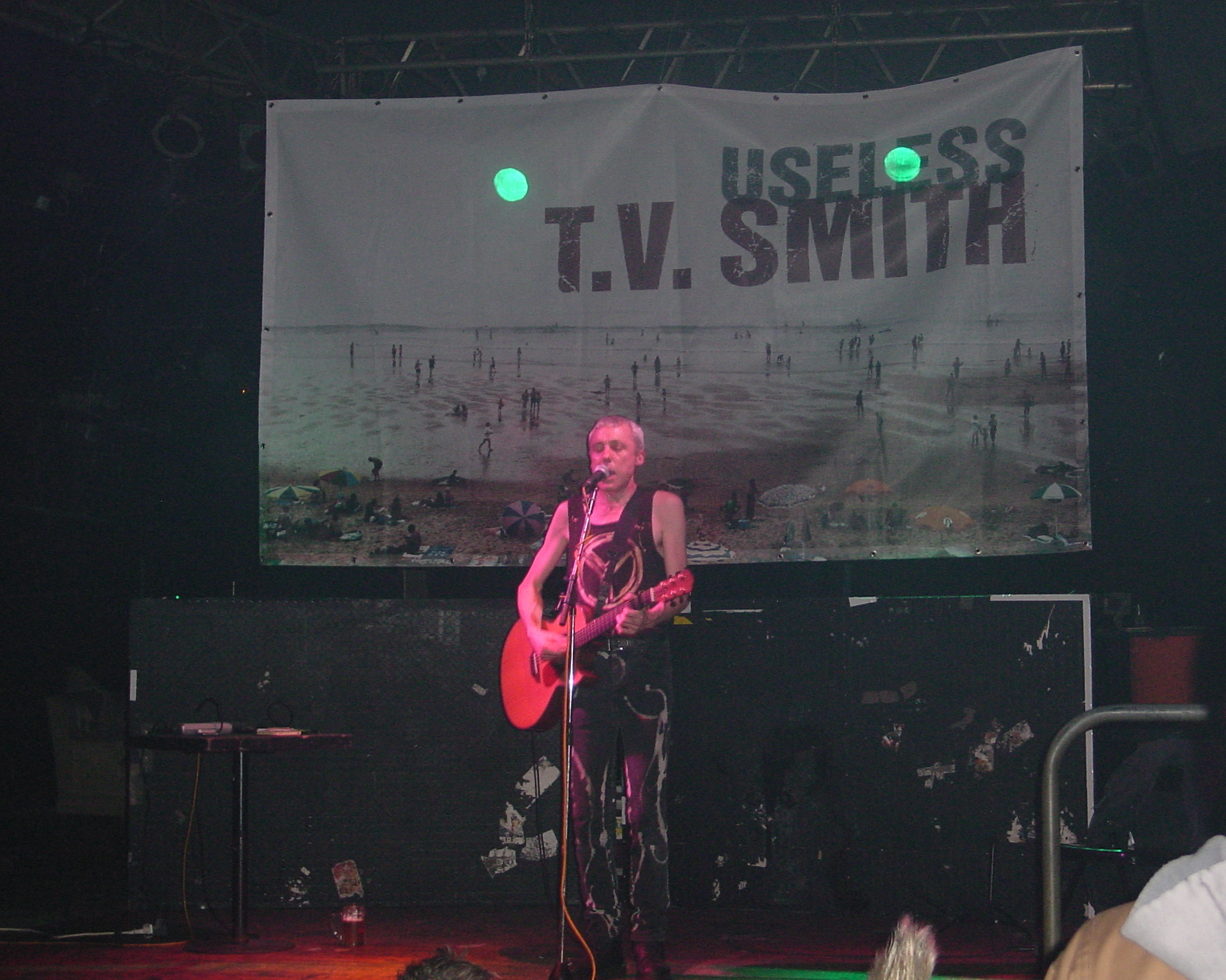
T. V. Smith in Stuttgart, 2002

Die „Useless-Tour“, durch Deutschland, Österreich und die Schweiz, auf der die Toten Hosen in Düsseldorf und Zürich ein Gastspiel gaben, war gut besucht. Bei den großen Radiostationen fand das Album kaum Beachtung, und in den Chartlisten sucht man vergeblich danach. Dennoch fand die deutsche Clubszene Interesse an T. V. Smith und es gelang ihm, dort Fuß zu fassen. Auch bei kleineren Radiostationen und Fanzines ist Smith bis heute ein gern gesehener Gast. Er verkauft im deutschsprachigen Raum inzwischen mehr Platten als in Großbritannien.
Stephan Hageböck schreibt auf laut.de über Useless von einem Album, das den Bogen von 1977 über die 1980er Jahre hin zu dem spannt, was man in Deutschland im Jahre 2001 für Punk hält, und er meint weiterhin Punk sei 1979 nicht wirklich gestorben und es hätte ihn schon vor den Sex Pistols gegeben. Punk sei in all denen, die ihn leben wollen, vielleicht sogar in manchem Highschool-Pickel-Kid. In diesem Sinne sei Useless sicherlich kein großes, aber dennoch ein gutes, wichtiges Album.
Der Rezensent im Artikel Immer Punk geblieben im Musikmagazin Access! meinte, es sei „erstaunlich wie frisch sich dieser Haufen altgedienter Punkrocker auf Useless präsentiere“. Useless sei „eine durchweg gelungene Werkschau mit vielen Highlights aus dem über 20-jährigen Songwriterschaffen, die der querköpfige Brite mit den Toten Hosen als Backing Band einspielte – als gäbe es in England nicht genug Punkrock-Youngster, die etliche Gliedmaßen dafür gäben, einmal mit einem T. V. Smith auf der Bühne stehen zu dürfen.“
Henning Richter bezeichnete das Album in der Zeitschrift Metal Hammer als „eine saftige Punkproduktion voll melodiöser Hämmer.“ Smiths Songs kämen „ohne Schnörkel daher, aber immer auf den Punkt“. Zudem würde „es Spaß machen, sich mit den kritischen Texten des ungezähmten Überlebenden der alten Garde auseinander zu setzen.“